# スペクタキュラコンプレックス
スペクタキュラコンプレックスとは、男女の性欲がそれぞれの行動を規律する心理をいう。
spectacularとは「見世物の」という意味であり、男女が見世物であると言うことで、この用語は成立した。男性が女性の裸を見たいのは愛したいからであり、女性が男性に裸を見せたいのは愛されたいからであるとされる。それゆえ、人は攻撃的に性を前面に出しお互いに愛することがある。
しかしながら、その欲望をそのままの形で出すことはさほど文化的ではない。そのために、人はそれを一般的に認められた形で出すのがほとんどである。この欲望は様々な形で人々の行動を規律するという。